# 闘え!ドラゴン
『闘え！ドラゴン』（たたかえ ドラゴン）は、東京12チャンネル（現・テレビ東京）で1974年7月2日から12月24日まで放送されたアクションドラマ。全26回。放送時間（JST）は当初火曜19:30 - 19:56だったが、1974年10月からは直後のミニスポーツニュース『スポーツフラッシュ』の枠拡大に伴い、19:30 - 19:55に変更された。
主演は、当時の新作映画『帰ってきたドラゴン』で香港から凱旋帰国した直後のアクション俳優・倉田保昭が務めた。

## ストーリー
戦争で両親をなくし、香港で戦災孤児として暮らしていた不知火竜馬は、風吹流空手創始者・風吹海山と出会って一番弟子となり、修行を経て風吹流免許皆伝を会得して日本に帰国する。竜馬は日本で孤児院「どんぐり寮」を運営し、己と同じ境遇にある孤児たちの面倒を見ながら平穏な生活を送っていたが、恩師・風吹海山の事故による訃報を聞き、香港を訪れる。そこで恩師の死の真相が謎の暗殺組織シャドウの手による暗殺だった事実を知った竜馬は、シャドウと戦うことを決意する。超人的な体力と運動神経、ヌンチャクや必殺の跳び蹴りをはじめとする得意の風吹流空手の必殺技を駆使しながら、竜馬はシャドウの恐るべき殺し屋拳法使いと対決する。

## 概要
『月光仮面』などのヒーロー作品を製作してきた宣弘社が、ブルース・リーの『燃えよドラゴン』のヒットにより巻き起こった空手ブームの中にあって製作した、国産テレビ映画初の「本格的カンフー･アクションドラマ」である。宣弘社の製作による30分枠実写ドラマは、本作が最終作となった。原作や全話の脚本を、『遊星王子』や『隠密剣士』などの宣弘社作品を手がけ、「仮面ライダーシリーズ」をはじめとする東映作品でも活躍した伊上勝が担当し、過去の作品で培った設定や作劇のノウハウを取り入れた。
本作は2クールの全26話で終了する。ストーリーはシャドウ日本支部を壊滅したところで終わり、シャドウを全滅させるまでには至らなかった。後年には、CS放送のファミリー劇場で全話が再放送されている。
動画配信サイトの配信では2022年3月現在、Amazon Prime Video、ベストフィールドなどで行われている。

## 制作
宣弘社社長の小林利雄は、『帰ってきたドラゴン』で凱旋帰国した倉田保昭を食事に誘い、その席でテレビ企画への出演を持ちかけた。この時点では軽い挨拶程度であったために倉田は本気ではなく、正式に企画が決定するとスケジュールが詰まっていたこともあり、香港ロケを行うこと、香港映画の撮影時はそちらを優先すること、ブルース・リャンやヤン・スエを起用することなど無理な条件を提示したが、全て受け入れられたために出演することとなった。
香港では立ち回りでも実際に相手に当てるのが主流であったが、日本では当てるふりをするだけのため、香港流に慣れた倉田は日本でのやり方に戸惑ったという。一方で、擬斗の高倉英二は、倉田と同じく糸東流を学んでいたため、倉田に殺陣をつけるのは楽であったと述べている。当時、高倉は『大江戸捜査網』など複数作品を掛け持ちしていたため、香港へは1泊のみで行き来することが多かったという。
放送局は東京12チャンネルとNETで争われ、前者での放送に決定したが、監督の田村正蔵はネット局の少なさにがっかりしたという。

## スタッフ
- 原作・脚本：伊上勝
- 企画：小林利雄
- プロデューサー：岡哲男（東京12チャンネル）、田村正蔵、福原博
- 監督：外山徹、田村正蔵
- 助監督：安倍貞雄
- 撮影：小川大次郎、横手丘二
- 照明：榑松良司
- 編集：小倉昭夫
- 美術：池谷仙克
- 擬斗：高倉英二
- 音楽：菊池俊輔
- 録音：整音スタジオ
- 制作：宣弘社、東京12チャンネル

## 主題歌
発売元はワーナー・パイオニア（現：ワーナーミュージック・ジャパン）。
- 主題歌：「闘え!ドラゴン」作詞：伊上勝、作曲・編曲：菊池俊輔、歌・子門真人
- 副主題歌：「ロンリードラゴン」作詞：伊上勝、作曲・編曲：菊池俊輔、歌・倉田保昭

## キャスト

### 竜馬と仲間たち
- 不知火竜馬：倉田保昭
- 風吹リカ：府川房代
- 武蔵小次郎：赤塚真人
- 久利彦左衛門：三谷昇
- 林周：長谷川誉（4 - 14話）

### シャドウ
- 大河原英造（黒い豹）：玉川伊佐男（2 - 7・10 - 15話）
- 黒い豹の声：小林清志（2 - 7・10 - 15話）
- 闇の眼：堀田真三（16・17話）
- 闇の眼の声：飯塚昭三（17話）
- 暗闇の虎：山本麟一（18・20・23 - 26話）

### その他
- マジン・リャン：ブルース・リャン（梁小龍）（1 - 3・8話）
- マジン・リャンの声：野島昭生（1 - 3・8話）
- ナレーター：内海賢二

### ゲスト
各話には特撮作品で有名な俳優や現役プロレスラー、著名声優、ベテラン悪役など、多種多様なゲストが起用されている。
- 超恩銘（1・2話：マー・カートン、声：清川元夢）
- 赤い虎（1・2話：楊斯、声：渡部猛）
- 紫の蛇（2話：チャン・ロウ、声・?）
- 林海明（1 - 3話：シュツ・カム、声：上田敏也）
- 林明花（1 - 3話：中沢久美子）
- 林美麗（1 - 3話：シュウ・チェン、声：高坂真琴）
- 紅さそり（3話：リー・カーデン、声：岸野一彦）
- 吹き矢の留吉（4話：和久井節緒）
- 青い猫（4話：阿部牛、声:清川元夢）
- 日下部早苗（5話：井上真彩子）
- 日下部進（5話：小松陽太郎）
- 関本（5話：入江正徳）
- 東浩二（5話：潮哲也）
- 銀のかまきり（5話：角友司郎）
- だんだら狼（6話：泉田洋志）
- まだら狼（6話：温碧蓮）
- 陣々（7話：湊俊一）
- 田坂隼人（7・8話：南城竜也）
- 緑の蜘蛛（7・8話：久保田鉄男）
- 金の蝙蝠（7・8話：荻原紀）
- 小野社長（9話：高桐真）
- 原島（9話：保科三良）
- 闇とかげ（9話：遠矢孝信）
- 影いたち（9話：岩名雅記）
- チャーリー・カラロー（10話：片山滉）
- マリヤ・カラロー（10話：マリヤ・カラロー、声：松尾佳子）
- 茶色のやもり（10話：笠達也）
- 田崎社長（11話：山本武）
- 灰色の狐（11話：松岡稔）
- むささび（11話：戸塚孝）
- 由里（12話：丘野かおり）
- 黄色の海蛇（12話：穂高稔）
- 山崎正（13話：斎藤英雄）
- 片目のコンドル（13話：八名信夫）
- ジャック（13話：浜田晃）
- 褐色のうつぼ（14話：布田康博）
- 吉行理沙（14・15話：みやびヒコ）
- 村上（16話：大山豊）
- つむじ風（16話：平泉征）
- 武藤小太郎（17話：赤塚真人・2役）
- 疾風（17話：安岡力也）
- 武藤小太郎のメイド（17話：西岡慶子）
- 桜田百恵（18話：早川絵美）
- 桜田正三（18話：松本朝夫）
- 桜田房江（18話：若松和子）
- 悪魔の三拳士・閃光（18話：黒部進）
- 悪魔の三拳士・雷（18話：白石実）
- 悪魔の三拳士・岩嵐（18話：温井国昭〈ボディビルダー〉）
- 植木ヨシオ（19話：西川和孝）
- 旋風（19話：岡崎二朗）
- 植木美樹（19話：上田みゆき）
- 福田専務（20話：相原巨典）
- 電撃（20話：マンモス鈴木〈プロレスラー〉、声：渡部猛）
- 木枯らし（21話：沢村忠）
- マグナム（21話：酒井修）
- 海嵐（22話：陳龍、声：飯塚昭三）
- 烈風（22話：滝波錦司）
- ケン（23話：小野進也）
- 敏子（23話：今井美佐子）
- ハリケーン（23話：ニコラス・クラウス）
- 五条慎一 / 山津波（24話：池田駿介）
- 五条洋二（24話：小塙謙二）
- 風神（25話 - 26話：大浜詩郎）
- 雷神（25話 - 26話：久保田鉄男）
- 水神（25話 - 26話：羽田光男〈プロレスラー〉、 声：渡部猛）
- 火神（25話 - 26話：伊藤正男〈プロレスラー〉）

## 放送リスト
参照 岩佐陽一 2001, p. 217, 「闘え！ドラゴン ON AIR LIST」、石橋春海 2014, p. 93, 「1974 闘え！ドラゴン」
| 放送回 | 放送日   | サブタイトル               | 監督     |
| ------ | -------- | -------------------------- | -------- |
| 1      | 7月2日   | ドラゴン香港に飛ぶ         | 外山徹   |
| 2      | 7月9日   | ドラゴンの敵は紫の蛇       | 外山徹   |
| 3      | 7月16日  | 悪魔の使者は紅さそり       | 外山徹   |
| 4      | 7月23日  | ドラゴン対黒い豹           | 田村正蔵 |
| 5      | 7月30日  | 恐怖の銀かまきり           | 田村正蔵 |
| 6      | 8月6日   | ドラゴン対女ドラゴン       | 外山徹   |
| 7      | 8月13日  | ゆけドラゴン！悪魔の島へ!! | 田村正蔵 |
| 8      | 8月20日  | 危うしドラゴン！絶体絶命!! | 田村正蔵 |
| 9      | 8月27日  | 怪奇！闇空手！             | 外山徹   |
| 10     | 9月3日   | ドラゴン マニラの死闘      | 外山徹   |
| 11     | 9月10日  | 消えたドラゴン             | 外山徹   |
| 12     | 9月17日  | シャドウ死の案内状         | 外山徹   |
| 13     | 9月24日  | ドラゴン大脱走             | 外山徹   |
| 14     | 10月1日  | ドラゴン危機一髪           | 外山徹   |
| 15     | 10月8日  | 黒い豹は誰だ?!             | 外山徹   |
| 16     | 10月15日 | 恐怖の闇道場               | 外山徹   |
| 17     | 10月22日 | 怪異魔人拳!!               | 外山徹   |
| 18     | 10月29日 | ドラゴン大逆転             | 外山徹   |
| 19     | 11月5日  | 敵は最強太極拳！           | 外山徹   |
| 20     | 11月12日 | 悪魔のレスラー             | 外山徹   |
| 21     | 11月19日 | 黒い殺しのライダー         | 外山徹   |
| 22     | 11月26日 | 香港から来た凄い奴         | 外山徹   |
| 23     | 12月3日  | 挑戦！ハリケーン空手!!     | 外山徹   |
| 24     | 12月10日 | 空手チャンピオンを狙え!!   | 外山徹   |
| 25     | 12月17日 | 逆襲！暗闇の虎             | 外山徹   |
| 26     | 12月24日 | ドラゴンよ さらば          | 外山徹   |

## 放送局
- 東京12チャンネル（制作局）：火曜 19:30 - 19:56
- 青森放送：土曜 17:25 - 17:55[9]
- 秋田テレビ：金曜 19:00 - 19:26[10]
- 山形テレビ：日曜 11:00 - 11:30[11]
- 仙台放送：土曜 18:00 - 18:30[12]
- テレビ山梨：日曜 18:00 - 18:30[13]
- 長野放送：金曜 16:30 - 16:55[14]（1974年9月5日第1話、2か月遅れ[15]）
- 富山テレビ：金曜 19:00 - 19:30（1974年9月まで）[16] → 日曜 9:30 - 10:00（1974年10月から）[17]
- 石川テレビ：金曜 18:00 - 18:30[17]
- 福井テレビ：火曜 18:00 - 18:30[17]
- 静岡放送：水曜 17:00 - 17:30[18]
- 岐阜放送：金曜 19:00 - 19:30[19]
- 三重テレビ：火曜 18:30 - 19:00[19]
- 毎日放送：金曜 18:00 - 18:30[20]
- 山陰中央テレビ：月曜 18:00 - 18:30[21]
- テレビ岡山（現・岡山放送）：金曜 18:00 - 18:30[22]
- テレビ山口：金曜 18:00 - 18:30[23]
- 南海放送：月曜 17:55 - 18:25[24]
- テレビ西日本：金曜 19:00 - 19:30[25](1975年4月4日開始)
- 熊本放送：日曜 11:30 - 12:00[26]
- 大分放送：水曜 18:00 - 18:30[27]
- 宮崎放送：火曜 10:30 - 11:00[28]
- 鹿児島テレビ：土曜 22:00 - 22:30（1975年3月時点、遅れネット）[29]

## 映画版
ドラマを再編集したもの。
- 闘え！ドラゴン 電光石火（1975年・宣弘企画）
- 闘え！ドラゴン2 危機一髪（1975年・宣弘企画）
- 闘え！ドラゴン3 必殺拳（1975年・宣弘企画）
- 闘え！ドラゴン4 絶体絶命（1975年・宣弘企画）
- 神拳飛龍（The Fighting Dragon：1974年・香港） - 電光石火の香港テレビ映画用編集。

## 漫画版
- 小学館『小学生ブック』（作画：古城武司） 1974年8月号・9月号

※ 同誌が9月号で休刊となったため、2回で終了。

## 映像ソフト
- 1992年、ジャパンホームビデオよりビデオソフトが発売。全6巻。
- 2001年6月21日にカルチュア・パブリッシャーズよりDVD-BOX『闘え！ドラゴン コンプリートBOX』が発売[31][30]。
- 2011年10月には株式会社ベストフィールドが「甦るヒーローライブラリー 第4集」と題して、16ミリネガフィルムからHDリマスターを作成した「デジタルリマスター版」のDVD-BOXを発売。単品のDVDやブルーレイ版は発売されていない｡

## 補足
- 毎回エンディング後は、「空手は正しい練習が必要です。見よう見まねで空手を使うのは絶体[注釈 2]やめましょう。」というテロップが倉田のナレーション「空手を見よう見まねで使うのは絶対やめましょう」と共に出された[1][32]。
- キー局の東京12チャンネルでは、毎週火曜日19:30 - 19:56までの26分枠（途中から25分枠）に短縮されていたが、毎日放送、山陰中央テレビなど地方局への番組販売では「ロンリードラゴン」などを追加した30分枠で放映された。
- 北海道地区では、テレビ朝日（当時のNETテレビ）系列の北海道テレビ（HTB）が、日曜19:00 - 19:30の枠で放送していた[注釈 3]。
- 福岡県ではフジテレビジョン系列のテレビ西日本が、金曜19:00-19:30枠における『電人ザボーガー』[注釈 4]の後番組として、1975年4月4日から開始。同日のフジテレビジョンで始まった金曜19:00-19:30枠『ラ・セーヌの星』は、『闘え!ドラゴン』の後番組に変更されて、半年遅れの1975年10月3日から放送を開始した。
- 2013年7月31日放送の『マツコ&有吉の怒り新党』（テレビ朝日）で、「新・3大『闘え!ドラゴン』殺人集団シャドウの死闘」と題し、第2話の「紫の蛇」戦、第7・8話の「緑の蜘蛛」戦、第15話の「黒い豹」戦の計3本が放送された。
- 本作の脚本を全話担当した伊上勝の長男であり、後に父と同じく脚本家となる井上敏樹は、伊上から敵側の武道家のアイデアを求められ、いいアイデアが出ると伊上から小遣いをもらったことがあると述べている[33]。
- キッズステーションの『甦る!!昭和のテレビヒーロー』で、2018年1月7日に第1話、同年1月14日に最終回が、それぞれ『冒険ガボテン島』の第1話・最終回と共に放送された。本作の放送形態は、先述の番組販売用30分バージョンを使用、また制作クレジットは「制作 宣弘社」と書かれたブルーバックに差し替えた。
- 2020年1月17日、「『闘え！ドラゴン』オールナイト上映 in 溝ノ口劇場！全26話一挙上映」が川崎市の溝ノ口劇場で開催され、倉田保昭より応援メッセージが寄せられた[34]。